# Moses Olsen
Simon Johansínguaĸ Moses Valdemar Olsen (* 10. Juni 1938 in Sisimiut; † 25. September 2008) war ein grönländischer Politiker (Siumut) und Dichter.

## Leben

### Frühe Jahre
Moses Olsen war der Sohn des Fischers Sivert Otto Annas Olsen (1909–?) und der Fabrikarbeiterin Elisabeth Flavia Dorthe Olsen (1910–?). Über seine Mutter war er ein Enkel des Landesrats Simon Olsen (1879–1936) und ein Neffe von Jørgen C. F. Olsen (1916–1985). Am 2. Juli 1966 heiratete er in Kopenhagen Elisa Arnaq Olsen (* 1943), die Tochter von Nikolaj Gerhart Mikael Sivert Olsen (1915–1975) und Maren Johansen (ca. 1915–1969). Aus der Ehe ging unter anderem die Politikerin Akitsinnguaq Olsen (* 1970) hervor.
Moses Olsen besuchte bis 1959 die Realschule in Nuuk und erlangte 1962 das Höhere Vorbereitungsexamen. Anschließend studierte er isländische Sprache, Literatur und Geschichte an der Universität Kopenhagen. Von 1963 bis 1964 studierte er als Austauschstudent in Reykjavík. 1964 kehrte er nach Grönland zurück und arbeitete ein Jahr in Sisimiut. 1968 wurde er staatlich autorisierter Übersetzer für Grönländisch/Dänisch und am Grønlandsministeriet angestellt. 1970 wurde er Lehrer an der Knud Rasmussenip Højskolia in Sisimiut.
Von 1960 bis 1963 war er Vizevorsitzender der Grönländervereinigung in Kopenhagen und von 1965 bis 1968 Vorsitzender des Rats Junger Grönländer. 1967 gründete er die Beratungsbüro Pooq in Kopenhagen mit. 1970/71 gründete er den Aufsichtsrat der Brugseni in Sisimiut.

### Politikkarriere
Er kandidierte erstmals mit 32 Jahren bei der Landesratswahl 1971, unterlag aber seinem Onkel Jørgen C. F. Olsen. Im selben Jahr kandidierte er erstmals bei der Folketingswahl 1971 und wurde überraschend anstelle des erfahrenen Nikolaj Rosing ins Folketing gewählt. In dieser Zeit mobilisierte er gemeinsam mit Jonathan Motzfeldt und Lars Emil Johansen die grönländische Bevölkerung und legte den Grundstein für die grönländischen Autonomiebestrebungen. Er mischte sich aktiv in die dänische Politik ein und er war das Zünglein an der Waage bei der Wahl zum dänischen Staatsminister, die zugunsten Jens Otto Krags ausfiel. Als Dänemark 1972 den Eintritt in die Europäische Union beschloss, bestärkten sich die grönländischen Wünsche nach Autonomie. In dieser Zeit saß er auch im Grønlandsrådet. 1973 wurde er Mitglied im neugegründeten Hjemmestyreudvalg, der die grönländischen Wünsche für die Autonomie festlegen sollte. Bei der Folketingswahl 1973 verlor er seinen Sitz wieder an Nikolaj Rosing und schied aus dem Folketing aus. 1973 wurde er Sekretariatschef bei der Jäger- und Fischerorganisation KNAPK und 1978 für die Gemeinde Sisimiut. Bei der Landesratswahl 1975 unterlag er wieder seinem Onkel. Von 1975 bis 1977 war er Koordinator und Chefredakteur der Zeitschrift der Sujumut-Bewegung, aus der 1977 die Partei Siumut hervorging, in der er hinter Jonathan Motzfeldt Vizeparteivorsitzender wurde. Bei der Folketingswahl 1977 kandidierte er nochmal, unterlag aber seinem Parteikollegen Lars Emil Johansen.
Nach Einführung der Hjemmestyre wurde er bei der Parlamentswahl 1979 in das erste Inatsisartut gewählt. Er wurde zum Sozialminister im Kabinett Motzfeldt I ernannt. 1983 wurde er erneut ins Parlament gewählt und wurde dann Minister für Wirtschaft, Finanzen und Wohnungswesen im Kabinett Motzfeldt II. Bei seiner Wiederwahl 1984 war er weiter Wirtschaftsminister im Kabinett Motzfeldt III, übergab das Ressort aber im Februar 1986 an Hans Pavia Rosing, weil er das Ministerium für Industrie und Fischerei von Lars Emil Johansen übernahm. 1987 kam er wieder ins Parlament und wurde zum Fischerei-, Arbeits- und Industrieminister im Kabinett Motzfeldt IV ernannt. Im nächsten Jahr verließ jedoch die Inuit Ataqatigiit die Regierung, sodass deren Ministerien neu vergeben werden mussten, wobei Moses Olsen im Kabinett Motzfeldt V wieder das Ressort Soziales und Wohnungswesen erhielt. Bei der Parlamentswahl 1991 erhielt er nicht mehr genügend Stimmen und schied aus dem Inatsisartut aus.

### Späteres Leben
Nach seinem Ausscheiden aus dem Parlament wurde er Konsulent bei der Fachgewerkschaft SIK.
Moses Olsen war auch als Dichter aktiv und veröffentlichte mehrere Gedichtbände, wie 1974 Taigdlat, 1980 Inuit oder 1998 Anersaama pikialaarneri, die teils in andere Sprachen übersetzt wurden.
Er war Ritter 1. Grades des Dannebrogordens und erhielt am 21. Juni 1989 den Nersornaat in Silber. Er starb 2008 im Alter von 70 Jahren.